# Кабаниха (річка)
Кабаниха — річка в Україні, притока річки Орчик. Текла територією Полтавської області. Тепер не існує.

## Джерело
- Полтавщина: енцикл. довід. / за ред. А. В. Кудрицького; «Українська енциклопедія» ім. М. П. Бажана. — Київ: «Укр. Енциклопедія» ім. М. П. Бажана, 1992. — 1022 с., [24] арк. іл.: с. 318.

| Річка | Це незавершена стаття про річку. Ви можете допомогти проєкту, виправивши або дописавши її. |